# Arthur Dix

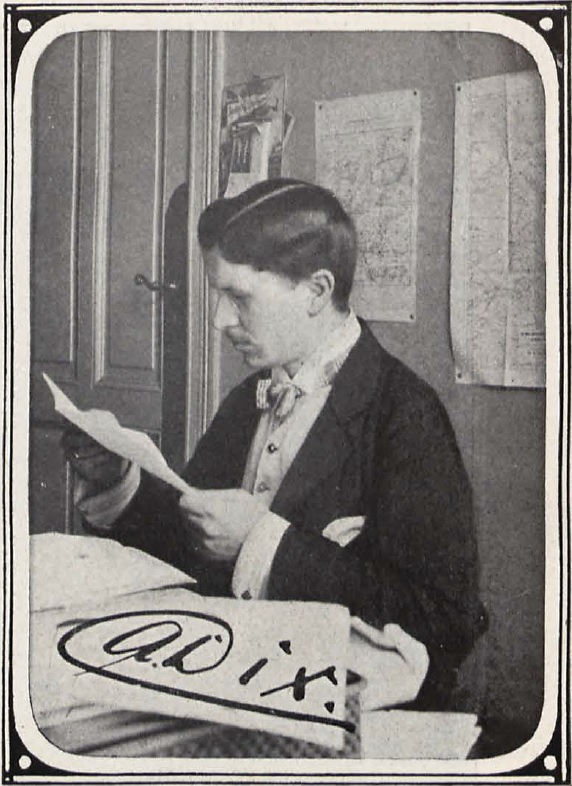
Arthur Dix omkring 1905

Arthur Dix, född 30 november 1875, död 25 mars 1935, var en tysk politisk skriftställare.
Dix var verksam som journalistisk skriftställare från 1895 i den nationalliberala pressen. Bland Dix många arbeten märks Deutscher Imperialismus (1912), Der Weltwirtschaftskrieg (1914), Politische Geographie (2:a upplagan 1923), Geoökonomie (1925). Dix utgav månadsskriften Weltpolitik und Weltwirtschaft.